# Microcaecilia rabei
Microcaecilia rabei és una espècie d'amfibis gimnofions de la família Caeciliidae. Va ser descrit per Janis Arnold Roze i H. Solano el 1963.
Habita a Surinam, Veneçuela i, possiblement, al Brasil i Guyana. El seu hàbitat natural inclou boscos secs tropicals o subtropicals, plantacions, jardins rurals i zones prèviament boscoses ara molt degradades.